# Tetraulaxini
Tetraulaxini es una tribu de escarabajos de cuernos largos de la subfamilia Lamiinae. Fue descrita por Breuning y Téocchi en 1976.

## Taxonomía
- Brachyolene Aurivillius, 1914
- Tetraulax Jordan, 1903